# Emerald Pool (Dominica)

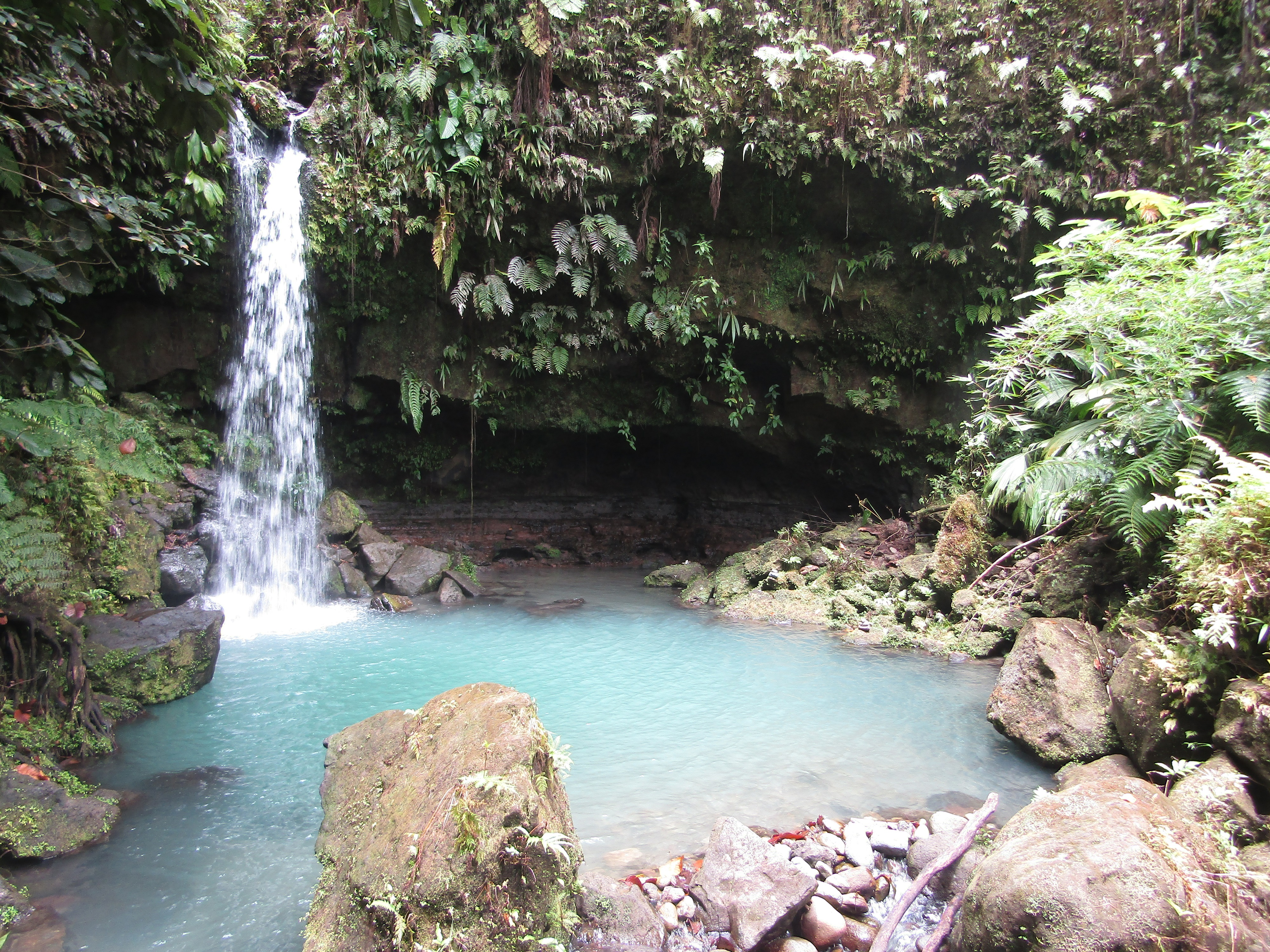
Emerald Pool mit dem Wasserfall (2022)

Der Emerald Pool im Parish Saint David, im Carib Territory ist das Tosbecken eines Wasserfalls und als Touristenattraktion angepriesen.

## Geographie
Die Quellbäche des Belle Fille River entspringen im Nordhang des Morne Trois Pitons bei L'Arouma Popotte beziehungsweise Crète Palmiste. Ein Südöstlicher Quellbach bildet den Emerald Pool mit einem kleinen Wasserfall. Der Wasserfall ist ca. 13 m hoch. In der Umgebung gibt es einige ausgebaute Wanderwege.